# Флуиди за бушење
У нафтном рударству, флуид за бушење, који се назива и исплака или исплачни флуид, користи се за помоћ при бушењу бушотина у земљи. Често се користи за бушење бушотина за нафту и природни гас и за истражне бушотине, исплака се такође користе за много једноставније бушотине, попут бунара за воду. Једна од функција бушења је изношење набушеног материјала из бушотине. 
Три главне категорије флуида за бушење су: исплаке на воденој основи (ВБс) које се могу распршити и не диспергирати; безводне исплаке, исплаке на уљној бази (ОБ); и гасне исплаке, у којима се може користити широк спектар гасова. Упоредо са својим формативима, они се користе заједно са одговарајућим додацима полимера и глине за бушење различитих формација нафте и гаса.
Главне функције течности за бушење укључују пружање хидростатичког притиска да спрече улазак формацијских флуида у бушотину, одржавање бушаћег длета хладним и чистим током бушења, вршење сечења и заустављање процеса бушења док је бушење паузирано и када се бушаћи низ склоп уводи се и изводи из бушотине. Исплака која се користи за одређену бушотину је изабрана да би се избегла оштећења на формацији и ограничила корозија. 

## Врсте
Извор:
Многе врсте флуида за бушење се користе само на дневној бази. Неке бушотине захтевају да се користе различити типови исплака на различитим деловима у бушотини или да се неке врсте користе у комбинацији са другим. 
- Ваздух: Компримовани ваздух се пумпа или кроз прстенасти простор избушеног отвора или низ сам бушаћи низ.
- Ваздух / вода: Исто као и горе, са водом која се додаје да се повећа вискозитет, испере бушотина, обезбеди више хлађења и / или за контролу прашине.
- Ваздух / полимер: Посебно формулисана хемикалија, која се најчешће назива врста полимера, додаје се смеши воде и ваздуха да би се створили специфични услови. Средство за пјењење је добар пример полимера.
- Вода: Понекад се користи и вода. Код бушења на мору обично се користи морска вода док бушите горњи део рупе.
- Исплака на воденој бази (ВБМ): Већина основних система исплака на воденој бази започиње водом, затим се глине и друге хемикалије убацују у воду да би се створила хомогена смеша која подсећа на нешто између чоколадног млека и слада (у зависности од вискозности). Глина је обично комбинација нативних глина које се суспендују у течности током бушења, или специфичних врста глине које се прерађују и продају као адитиви за ВБМ систем. Најчешћи од њих је бентонит, који се у нафтном пољу често назива „гел“. Гел се вероватно односи на чињеницу да док се течност пумпа, може бити врло танка и без протока (попут чоколадног млека), мада када је пумпање заустављено, статичка течност ствара „гел“ структуру која одолева протоку. Када се примени одговарајућа сила пумпања за „разбијање гела“, проток се наставља и течност се враћа у претходно стање без протока. Многе друге хемикалије (нпр. Калијум формат) додају се у систем ВБМ ради постизања различитих ефеката, укључујући: контролу вискозитета, стабилност шкриљаца, повећање брзине продирања и хлађење и подмазивање опреме.
- Исплака на бази уља (ОБМ): Блато на бази уља је блато у којем је основна течност нафтни производ попут дизел горива. Блато на бази уља користи се из више разлога, укључујући повећавање мазивости, појачану инхибицију шкриљаца и веће способности чишћења са мањом вискозношћу. Блато на бази уља такође подноси већу топлоту без да се разбије. Употреба блата на бази уља има посебна разматрања, укључујући трошкове, еколошке аспекте као што су одлагање резница на одговарајућем месту и истраживачке недостатке употребе блата на бази нафте, посебно у бунарима с дивљим мачкама. Употреба блата на бази уља омета геохемијску анализу резница и језгра и одређивање гравитације АПИ-ја, јер се базна течност не може разликовати од уља која се враћа из формације.
- Течност на бази синтетике (СБМ) (Иначе позната и као блато са ниском отровношћу на бази уља или ЛТОБМ): Течност на бази синтетике је блато у коме је основна течност синтетичко уље. Најчешће се користи на обалним платформама јер има својства блата на уљу, али је токсичност испарења течности много мања од течности на бази уља. Ово је важно када посада за бушење ради са течношћу у затвореном простору, као што је бушилица за обалу. Течност на бази синтетике представља исте проблеме у окружењу и анализи као и течност на бази уља.

На бушотинама, блато се пумпа из исплачних јама кроз бушаћи низ, где се распршује из млазница на длету, чиме се врши чишћење и хлађење у процесу. Исплака затим носи дробљену или одсечену стенз („сече“) до прстенастог простора („насипница“) између бушаћег низа и страна бушотине која се буши, кроз кућиште на површини , где се поново појављује на површини. Резнице се затим филтрирају кроз шејл шејкер или новијом технологијом транспортером шкриљаца, а исплака се враћа у јаме блата. Исплачне јаме допуштају да се набушени комади слегну; исплачне јаме су такође тамо где се течност третира додавањем хемикалија и других супстанци. 
Повратна исплака које се враћа може садржати гасове или друге запаљиве материјале који ће се сакупљати у и око подручја шејкера / транспортера шкриљаца или у другим радним областима. Услед опасности од пожара или експлозије, ако се запале, обично се постављају посебни сензори за надгледање и опрема за заштиту од експлозије, а радници су обучени кроз посебне обуке из мера безбедности. Исплака се затим пумпа назад кроз отвор и даље рециркулише. Након испитивања, исплака се периодично третира у исплачним јамама како би се осигурало да постоје жељена својства која оптимизирају и побољшавају ефикасност бушења, стабилност бушотине и друге захтеве, како је доле наведено. 

## Функција
Главне функције исплачног флуида за могу се сумирати на следећи начин: 

### Уклањање набушеног материјала из бушотине
Исплака за бушење преноси стену ископану бушаћим длетом на површину. Његова способност да то постигне зависи од величине, облика и густине сечења и брзине кретања течности према бунару ( прстенаста брзина ). Ова разматрања су аналогна способности потока да носи седимент; крупна зрнца песка у спорој струји се слежу до корита потока, док се мала зрнца песка у брзом току крећу заједно са водом. Вискозност исплаке је још једно важно својство, јер ће се набушени материјал наталожити на дно бушотине ако је вискозитет пренизак. 
Остале особине укључују: 
- Већина блата за бушење су тиксотропни (пораст вискозности током статичких услова). Ова карактеристика држи резнице суспендоване када блато не тече током, на пример, одржавања.
- Течности са стањивањем смицања и повишеном вискозношћу ефикасне су за чишћење рупа.
- Већа прстенаста брзина побољшава транспорт при сечењу. Транспортни однос (транспортна брзина / најнижа прстенаста брзина) треба да буде најмање 50%.
- Течности велике густине могу адекватно очистити рупе чак и са мањим прстенастим брзинама (повећањем силе узгона која делује на резнице). Али може имати негативан утицај ако маса блата буде већа од оне потребне за балансирање притиска околне стене (притисак формирања), па се због чишћења рупа обично не повећава тежина блата.
- Веће брзине окретног бушења уводе кружну компоненту у путању прстенастог тока. Овај спирални проток око бушилице доводи до тога да се бушилице у близини зида, где се јављају лоши услови за чишћење рупа, премештају у веће транспортне области прстена. Повећана ротација је једна од најбољих метода за повећање чишћења рупа у високим и хоризонталним бушотинама.

### Контрола притиска у формацијама
- Ако се притисак у формацији повећа, густоћа блата такође се мора повећати да би се уравнотежио притисак и одржала стабилност бушотине. Најчешћи материјал за отежавање исплаке је барит. Небалансиран притисак у формацији ће изазвати неочекивани доток флуида у бушотину, што може довести до пуцања формације и ерупције.
- Хидростатски притисак = густина течности за бушење * вертикална дубина * убрзање гравитације. Ако је хидростатски притисак већи или једнак притиску формације, течност у формацији неће тећи у бушотину.
- Контрола бушотине значи да нема неконтролисаног протока флуида у бушотину.
- Хидростатички притисак такође контролише напрезања узрокована тектонским силама која могу учинити бушотине нестабилнима чак и када је притисак течности у формацији уравнотежен.
- Ако је притисак у формацијама субнормалан, може се користити ваздух, гас, маглица, чврста пена или блато ниске густине (уљна база).
- У пракси се густина блата треба ограничити на минимум неопходан за контролу бушотине и стабилност бушотине. Ако је превелик, може сломити формацију.

### Заптивање пропусне формације
- Притисак у стубу течности мора да пређе притисак у формацији при чему филтрат исплаке упада у формацију, а филтрирни талог од блата се таложи на зид бушотине.
- Блато је дизајнирано за таложење танких колача са ниском пропустљивошћу како би се ограничила инвазија.
- Проблеми настају ако се формира густа погача; уски отвори, лош квалитет трупаца, заглављена цев, изгубљена циркулација и оштећења формације.
- У високо пропусним формацијама са великим пречницима, целокупно блато може упасти у формацију, зависно од величине чврсте супстанце;

### Одржавање стабилности бушотине
- Хемијски састав и својства исплаке морају се комбиновати да би се добила стабилна бушотина. Тежина исплаке мора бити унутар потребног распона за балансирање механичких сила.
- Нестабилност бушотине = неисправне формације, које могу проузроковати уске рупе, мостове и пуњење на путовањима (исти симптоми указују на проблеме са чишћењем рупа).
- Стабилност бушотине = рупа одржава величину и цилиндрични облик.
- Ако се отвор превише рашири, постаје слаб и тешко га је стабилизовати, што резултира проблемима као што су мале прстенасте брзине, лоше чишћење рупе, наношење течности и лоша процена формирања
- У формацијама песка и пешчара, повећање рупа може се постићи механичким радњама (хидрауличке силе и брзине млазница). Оштећења на формацији смањују се конзервативним хидрауличким системом. Познато је да је квалитетни филтерски колач који садржи бентонит ограничио повећање проврта.
- У шкриљцима је маса блата обично довољна да уравнотежи стрес у формирању, јер су те бушотине обично стабилне. Уз ислаку на воденој бази, хемијске разлике могу проузроковати интеракције између исплаке и шкриљаца које доводе до омекшавања стене.
- Различити хемијски инхибитори могу контролисати интеракције блато / шкриљац (калцијум, калијум, со, полимери, асфалт, гликоли и уље - најбоље за водене осетљиве формације)
- Уље (и синтетичко уље) на бази бушења се користе за бушење најосетљивијих шкриљаца у подручјима са тешким условима бушења.

### Минимизирање штете на формацијама
- Оштећење или свако смањивање порозности и пропусности природне формације (испирање) представља оштећење формације
- Најчешћа оштећења; 
  - Блато или бушилица чврсто нападају матрицу формације, смањујући порозност и изазивајући ефекат коже
  - Отицање формационих глина унутар резервоара, смањена пропусност
  - Таложење чврстих материја услед мешања филтрата блата и течности формирања, што резултира таложењем нерастворљивих соли
  - Блато филтрати и течности за формирање формирају емулзију, смањујући порозност резервоара
- Специјално дизајниране бушилице или течности за обраду и довршавање, минимизирају оштећења од формирања.

### Хлађење, подмазивање и подупирање бушаћег низа
- Топлота се ствара од механичких и хидрауличких сила на мало и када се бушилица закрета и трља о кућиште и бушотину.
- Подмазивање на основу коефицијента трења. („Коефицијент трења“ је колико трења о бочној страни бушотине и величине бушотине или величине цеви за бушење за повлачење заглављене цеви) Блато на бази уља и синтетике углавном се подмазује боље од блата на воденој основи (али последње се може побољшати додавање мазива).
- Количина подмазивања помоћу течности за бушење зависи од врсте и количине чврстоће бушења и тежине материјала + хемијског састава система.
- Лоше подмазивање узрокује велики обртни момент и вучу, провјеру температуре бушилице, али ови проблеми су узроковани и кључним седењем, лошим чишћењем рупа и погрешним дизајном склопова рупа.
- Течности за бушење такође подржавају део бушилице или кућишта захваљујући плутању.
- Тежина коју терет може подржати ограничена механичким капацитетом
- Приликом спуштања дугог, тешког низа или кућишта, узгон је могућ при покретању жица кућишта чија тежина премашује носивост куке.

### Преношење хидрауличке енергије на длето
- Хидрауличка енергија омогућава снабдевање мотором блато за ротацију длета и за МВД (мерење током бушења) и ЛВД (бележење током бушења). Хидраулички програми темеље се на бризгаљкама величине и расположивим коњским снагама пумпе за блато како би се оптимизовао удар млазнице на дну.
- Ограничења се своде на: 
  - Снагу пумпе
  - Губитак притиска унутар бушилице
  - Максимални дозвољени површински притисак
  - Оптималну брзина протока
  - Притисак на бушилици губи више на течностима веће густине, пластичним вискозитетима и чврстим материјама.
- Ниске чврсте течности, танки материјали за бушење разређивање попут полимерних течности, ефикаснији у преносу хидрауличке енергије.
- Дубина се може продужити контролом својстава блата.
- Пренос података са МВД и ЛВД на површину пулсом притиска.

### Осигуравање одговарајућег притиска у формацијама
- Хемијска и физичка својства блата као и услови бушотине након бушења утичу на процену формације.
- Дрвосјечи прегледавају резнице на минерални састав, визуелни знак угљоводоника и евидентиране записе блата литологије, РОП-а, детекције гаса или геолошких параметара.
- Мјера за евидентирање жичане мреже - електрична, звучна, нуклеарна и магнетна резонанца.
- Потенцијалне продуктивне зоне су изоловане и извршена испитивања формације и испитивања бушилице.
- Блато помаже да се не распрше резнице и такође побољшава транспорт сечења за дрвосјече како би се одредила дубина порекла резница.
- Блато на бази уља, мазива, асфалти прикривају индикације угљоводоника.
- Дакле, блато за бушење језгре је изабрано на основу врсте процене (многе операције вађења одређују блато блато са минималним бројем додатака).

### Контрола корозије
- Бушилица и кућиште у непрекидном контакту са течношћу за бушење могу проузроковати облик корозије.
- Растворени гасови (кисеоник, угљен диоксид, водоник сулфид) изазивају озбиљне проблеме корозије; 
  - Узрок брзог, катастрофалног квара.
  - Може бити смртоносно за људе после кратког временског периода.
- Низак пХ (кисели) погоршава корозију, зато користите корозијске купоне [појаснити] за праћење врсте корозије, стопе и одређивање исправног хемијског инхибитора користи се у правилној количини.
- Блато проветравање, стварање пене и других О 2 заробљени услови узрокују штету на корозију у кратком временском периоду.
- При бушењу у средњој Х2С, повишени пХ флуиде + сулфид сцавенгинг хемикалију (цинк).

### Олакшавање цементирања и опремања
- Цементирање је пресудно за ефикасну зону и довршетак бушотине.
- За време рада кућишта, блато мора остати течно и свести на минимум притиске како не би дошло до губитка циркулације изазване ломом.
- Температура воде која се користи за цемент мора бити у граници толеранције од цементара који обављају задатак, обично 70 степени, посебно у зимским условима.
- Блато би требало да има танку, глатку филтрирну погачу, са минималном чврстом масом у филтарском колачу, бушотина са минималним резницама, пећинама или мостовима спречиће да се добро кућиште испуни до дна. Кружни отвор добро очистите док не очистите.
- Да би се правилно цементирао и завршио рад, блато се уклања испирањем и цементом. За ефикасност; 
  - Отворите у близини мјерача, користите одговарајуће технике чишћења рупа, пумпајте гумице на ТД-у и обављајте брисање брисача до ципела.
  - Ниско вискозитет блата, параметри блата треба да буду толерантни према формацијама које се буше и саставу течности за бушење, турбулентном протоку - ниској вискозности, високој брзини пумпе, ламинарном протоку - високој вискозности, великој пумпи.
  - Блато непрогресивна јачина гела [појаснити]

### Смањивање утицаја на животну средину
Блато је у различитом степену токсично. Такође је тешко и скупо га одлагати на еколошки прихватљив начин. Чланак Ванити Фаир описао је услове у Лаго Агрио, великом нафтном пољу у Еквадору где су бушилице ефикасно биле нерегулиране. 
Течност за бушење на води има врло мало токсичности, направљена је од воде, бентонита и барита, све глине из рударских операција, обично се налазе у Виомингу и у Лунде, Телемарк. Постоје специфичне хемикалије које се могу користити у водама за бушење на води које само по себи могу бити корозивне и отровне, попут хлороводоничне киселине. Међутим, када се помеша у течне воде за бушење, хлороводонична киселина само смањује пХ воде на прихватљивији ниво. Каустична (натријум-хидроксид), безводни креч, сода пепео, бентонит, барит и полимери најчешћа су хемијска средства која се користе у водама за бушење на води. Уљана блато и синтетичке бушилице могу да садрже висок ниво бензена и других хемикалија 
Најчешће хемикалије додате у ОБМ Мудс: 
- Барит
- Бентонит
- Дизел
- Емулгатори
- Вода

## Састав флуида за бушење
Блато за бушење на бази воде најчешће се састоји од бентонитне глине (гела) са додацима као што је баријум сулфат (барит), калцијум карбонат (креда) или хематит . Различити згушњивачи се користе да утичу на вискозитет течности, нпр. Ксантанска гума, гуар гума, гликол, карбоксиметилцелулоза, полианијска целулоза (ПАЦ) или скроб. Заузврат, дефлокуланти се користе за смањење вискозности глина на бази глине; често се користе анионски полиелектролити (нпр. акрилати, полифосфати, лигносулфонати (лига) или деривати танинске киселине као што је Куебрацхо). Црвено блато је било назив за смешу на бази Куебрацхо-а, која је добила име по боји соли црвене танинске киселине; уобичајено се користила од 40-их до 1950-их, а потом је постала застарела када су лигносулфонати постали доступни. Остале компоненте се додају да дају различите специфичне функционалне карактеристике као што су горе наведене. Неки други уобичајени адитиви укључују мазива, инхибиторе шкриљаца, адитиве за губитак течности (за контролу губитка течности за бушење у пропусне формације). Додаје се средство за вагање попут барита како би се повећала укупна густина течности за бушење тако да се може одржавати довољан притисак на дну рупе и тако спречити нежељени (а често и опасни) прилив течности у формирању. Такође, употреба наночестица силицијума и глине за високотлачне блатовице високе температуре (ХПХТ) инвертира блато на бази емулзије и примећује њихов позитиван утицај на реологију бушења за бушење. 

## Фактори који утичу на перформансе бушења
Неки фактори који утичу на рад бушилице: 
- Реологија флуида [6]
- Промена вискозности течности за бушење
- Промена густине течности за бушење
- Промена Ph вредности исплаке
- Корозија или замор бушаћег алата [7]
- Термичка стабилност течности за бушење [8]
- Диференцијално лепљење

## Класификација флуида за бушење
Класификују се на основу њихове течне фазе, алкалности, дисперзије и врсте коришћених хемикалија. 

### Дисперзни системи
- Слатководна исплака : исплака ниског Ph (7,0–9,5) које укључује блато, бентонит, природне, фосфатне блато, органско блато и блато третирано органским колоидом. исплака високог Ph, на пример, блато третирано алкалним таннатом је изнад 9,5 у пХ.
- Исплака за бушење на води која сузбија хидратацију и дисперзију глине - Постоје 4 врсте: кречна блата високог пХ, гипс ниског пХ, морска вода и засићене блатове засићене слане воде.

### Не-дисперзни системи
- Исплака са малим чврстим материјама : Ове блато садрже мање од 3–6% чврстих материја мање од 9,5   фунти / гал. Већина блата ове врсте је на воденој основи са различитим количинама бентонита и полимера.
- Емулзије : две врсте емоулзионих исплака а су уље у води (уљне блато емулзије) и вода у уљу (инвертне нафтне емулзије). 
  - Исплака на бази уља: Исплака на бази уља садржи уље као непрекидну фазу и воду као контаминант, а не елементе у саставу исплаке. Обично садрже мање од 5% (запремински) воде. Исплака на бази нафте обично је мешавина дизел горива и асфалта, али може се заснивати на произведеној сировој нафти и муљу.